# Deniz Naki
Deniz Naki (* 9. Juli 1989 in Düren) ist ein deutscher Fußballspieler.

## Werdegang

### Vereinskarriere
Nachdem der Sohn kurdischer Eltern beim FC Düren 77 mit dem Fußballspielen begonnen hatte, erhielt er seine fußballerische Ausbildung im Rahmen des DFB-Talentförderprogramms. Dabei spielte Naki zunächst von 1996 bis 2003 beim FC Düren-Niederau und wurde parallel von 2000 bis 2003 am DFB-Stützpunkt Echtz ausgebildet. Ab 2003 fand die Förderung im Leistungszentrum von Bayer 04 Leverkusen statt. Mit dem Bayer-Jugendteam gewann er 2008 den DFB-Junioren-Vereinspokal und traf dabei im Finale einmal. 2008 rückte er in die zweite Mannschaft von Bayer 04 auf, die in der im selben Jahr gegründeten Regionalliga West spielte. Für die Rückrunde der Saison 2008/09 wurde er an Rot Weiss Ahlen ausgeliehen. Am 8. Februar 2009 kam er dort zu seinem ersten Profieinsatz, als er beim Spiel gegen den FC Augsburg eingewechselt wurde.
Zur Saison 2009/10 wechselte Naki zum FC St. Pauli und erhielt dort einen Vertrag bis zum 30. Juni 2012. Beim Hamburger Klub etablierte er sich auf Anhieb im Kader und erzielte am 17. August 2009 im Auswärtsspiel bei Alemannia Aachen in seinem zweiten Ligaspiel sein erstes Ligator, nachdem er zuvor auch schon in der 1. Hauptrunde des DFB-Pokals beim FC 08 Villingen getroffen hatte. An der Seite von Marius Ebbers, Rouwen Hennings, Charles Takyi und Matthias Lehmann zählte er im Saisonverlauf mit sieben Saisontoren zu den erfolgreichsten Schützen des Vereins und trug damit zum Wiederaufstieg in die Bundesliga bei. Dabei waren seine Aktionen im Saisonverlauf nicht unumstritten: Nach provozierenden Gesten gegenüber Fans von Hansa Rostock beim dortigen Auswärtsspiel im November 2009, die den Spieler nach eigener Aussage rassistisch beschimpft haben sollen, verurteilte sein Verein Naki schon am folgenden Tag zu einer Geldstrafe zugunsten einer Hilfsorganisation für Gewaltopfer. Der DFB sperrte ihn für drei Spiele. Zwei Jahre zuvor war ein anderer Spieler in einem ähnlich gelagerten Fall straffrei ausgegangen.
Naki verließ den FC St. Pauli am Saisonende 2011/12 und unterzeichnete in der Sommerpause 2012 einen Zweijahresvertrag beim SC Paderborn 07.
Zur Saison 2013/14 folgte der Wechsel zum türkischen Erstligisten Gençlerbirliği Ankara. In seiner ersten Saison kam Naki auf 16 Einsätze und blieb hinter den Erwartungen zurück. Nach fünf Einsätzen in der Saison 2014/15 gab Naki am 4. November 2014 auf seiner Facebook-Seite bekannt, dass sein Vertrag auf seinen Wunsch hin aufgelöst worden sei und er zurück nach Deutschland gehen werde. Naki hat es bei Ankara unter fünf unterschiedlichen Cheftrainern nicht geschafft, sich als Stammspieler zu etablieren. Als Grund für seine Vertragsauflösung nannte er einen nach eigenen Aussagen rassistisch motivierten Angriff von Unbekannten in Ankara. Der Pressesprecher von Gençlerbirliği, Hakan Kaynak, verurteilte in einer Pressemitteilung diese Angriffe. In der gleichen Mitteilung wurde aber auch darauf hingewiesen, dass Naki aus anderen Gründen um eine Vertragsauflösung gebeten habe. So soll Naki seine Stellung innerhalb der Mannschaft, seine wenigen Spieleinsätze und seinen Wunsch, nach Deutschland zurückzukehren, aber nichts von den Angriffen als Gründe vorgebracht haben. Zudem verwies Kaynak in der Pressemitteilung darauf, dass Naki den Angriff auf seine Person unterschiedlichen Vereinsmitarbeitern unterschiedlich erzählt habe: Mal soll der Angriff im zentralen Bezirk Bahçelievler vor einem Café vorgefallen sein, ein anderes Mal vor dem Trainingsgelände. Kaynak schloss seine Mitteilung damit ab, dass man unabhängig von der religiösen und kulturellen Zugehörigkeit der Spieler immer zu ihnen stehe und diese nicht in Verlegenheit bringen wolle, aber im Fall Naki habe es klare Widersprüche in dessen Aussagen gegeben.
2015 wechselte Naki zu Amed SK in die dritte türkische Liga. Im Pokal-Achtelfinale schoss er den 2:1-Siegtreffer gegen Bursaspor. Nach dem Spiel äußerte er sich zum türkisch-kurdischen Konflikt und widmete den Sieg den Opfern. Daraufhin wurde er wegen unsportlichen Verhaltens für zwölf Spiele gesperrt.
Die Staatsanwaltschaft in Diyarbakır warf Naki zuerst Propaganda für die PKK vor und eröffnete ein Verfahren gegen ihn, wodurch ihm bis zu fünf Jahre Haft drohten. Bei Prozessbeginn am 8. November 2016 beantragte sie hingegen die Einstellung des Verfahrens. Sie berief sich in ihrem Antrag auf die Meinungsfreiheit. Das Gericht stellte das Verfahren ein. Neben einem Vertreter der deutschen Botschaft in Ankara hatte der Politiker Jan van Aken das Verfahren verfolgt. Er wertete die Entscheidung des Gerichts, dass „der internationale Druck mal funktioniert“ habe. Anfang April 2017 verurteilte derselbe Richter Naki zu einer Bewährungsstrafe von einem Jahr, sechs Monaten und 22 Tagen, nachdem die Staatsanwaltschaft Widerspruch gegen den Freispruch eingelegt hatte. Er muss die Strafe nicht antreten, sofern er in den kommenden fünf Jahren nicht straffällig wird. Vor dem Europäischen Gerichtshof für Menschenrechte (EGMR) klagte Naki daraufhin gegen jene Strafe. Der EGMR entschied im Jahr 2021 zugunsten von Naki und ordnete an, dass die Türkei wegen Verstößen gegen Nakis Meinungsfreiheit und sein Recht auf ein faires Verfahren, ihm und seinem Klub Amed Sportif Faaliyetler zusammen etwa 14.000 Euro zu zahlen haben.
Am 30. Januar 2018 wurde Naki vom Disziplinarrat der türkischen Fußballföderation (TFF) lebenslang gesperrt. Als Begründung gab die TTF „Diskriminierung und ideologische Propaganda“ an. Er wurde außerdem mit einer Geldstrafe von umgerechnet etwa 58.000 € belegt.
Nach einer erzwungenen Pause wegen einer Untersuchungshaft schloss sich Naki im September 2023 dem Landesligisten SV Kurdistan Düren in seiner Heimatstadt an.

### Nationalmannschaft
Naki kam für mehrere Juniorennationalmannschaften des DFB zum Einsatz. 2008 nahm er mit der deutschen U19-Nationalmannschaft an der U-19-EM in Tschechien teil. Meist spielte er im Mittelfeld, so auch im Finale, in dem Naki den gesperrten Savio Nsereko auf der Position des linken Mittelfeldspielers ersetzte. Das Spiel endete 3:1. Ab 2008 gehörte er zum Kader der deutschen U-20-Nationalmannschaft. Im September 2009 bestritt Naki zwei Partien für die U-21, für die er in seinem ersten Spiel am 4. September 2009 nach vier Minuten ein Tor erzielte.
Nachdem Naki zwei Jahre nicht mehr für die deutschen Nationalmannschaften nominiert worden war, erklärte er 2011, er habe mit Erdal Keser, dem Chefscout des türkischen Fußballverbandes, gesprochen und sich dann dafür entschieden, fortan für die türkische Nationalmannschaft zu spielen.

## Politische Haltung
Deniz Naki ist der Sohn eines Kommunisten der in türkischer Haft gefoltert wurde. Nach Erlangung der Freiheit zog sein Vater nach Deutschland. Naki hat das Selbstbestimmungsrecht der Kurden in der Türkei in öffentlichen Äußerungen unterstützt. Er wurde in Deutschland und der Türkei von türkischen Nationalisten in sozialen Netzwerken angefeindet und oft als „kurdischer Terrorist“ bezeichnet.
Am 19. März 2018 trat Naki vor dem UN-Gebäude in Genf aus Protest gegen die Militäroffensive der Türkei gegen die Kurden in Syrien in den Hungerstreik.
Am 26. Juli 2018 veröffentlichte Naki einen Brief, in dem er Mesut Özil aufforderte, gegen Rassismus in der Türkei aktiv zu werden: „Bitte denk dran: Diejenigen, die dich bei der nächsten Reise in die Türkei mit offenen Armen empfangen, werden genau dieselben sein, die mich rassistisch angreifen“. Özil hatte zuvor unter anderem wegen mangelnder Unterstützung nach rassistischen Anfeindungen Kritik am DFB geübt, war aus der deutschen Nationalmannschaft ausgetreten und hatte zugleich seine Fotos mit Erdogan als „unpolitisch“ verteidigt.

## Anschlagsversuch 2018 und Strafverfolgung gegen Naki
Am Abend des 7. Januar 2018 fuhr Naki mit seinem Auto auf der Autobahn A4, als auf sein Fahrzeug geschossen wurde. Naki äußerte den Verdacht, dass der türkische Geheimdienst MIT oder jemand, dem seine Haltung für die Kurden in der Türkei nicht gefalle, hinter dem Anschlag stecke. Die Staatsanwaltschaft Aachen ermittelte daraufhin wegen versuchter Tötung gegen Unbekannt, stellte die Ermittlungen ein Jahr später aber ein.
Im Juli 2020 wurde Naki festgenommen und saß fast drei Jahre in der JVA Aachen in Untersuchungshaft. Ende 2020 meldeten Medien, dass die staatsanwaltlichen Ermittlungen auch den Vorwurf der Mitgliedschaft in einer kriminellen Vereinigung umfassten. Anfang Juni 2021 wurde berichtet, dass sich die Vorwürfe auch auf bandenmäßigen Drogenhandel, Körperverletzung sowie gewerbsmäßige Erpressung erstrecken. Im Juni 2021 begann vor dem Landgericht Aachen ein Prozess gegen Deniz Naki und drei weitere Anklagte. Die Anklage lautet unter anderem auf Bildung einer kriminellen Vereinigung, bandenmäßigen Drogenhandel, Körperverletzung und gewerbsmäßige Erpressung. Er habe sich in diesem Zusammenhang als lokaler Rädelsführer der rockerähnlichen Gruppierung Bahoz hervorgetan. Der Prozess zog sich in die Länge, so dass Naki und seine Mitbeschuldigten im Mai 2023 aus der Untersuchungshaft entlassen wurden.